# College Corner
College Corner és una vila dels Estats Units a l'estat d'Ohio. Segons el cens del 2000 tenia 424 habitants.

## Demografia
Segons el cens del 2000, College Corner tenia 424 habitants, 203 habitatges, i 106 famílies. La densitat de població era de 606,3 habitants/km².
Dels 203 habitatges en un 27,1% hi vivien nens de menys de 18 anys, en un 42,4% hi vivien parelles casades, en un 6,9% dones solteres, i en un 47,3% no eren unitats familiars. En el 40,4% dels habitatges hi vivien persones soles l'11,3% de les quals corresponia a persones de 65 anys o més que vivien soles. El nombre mitjà de persones vivint en cada habitatge era de 2,09 i el nombre mitjà de persones que vivien en cada família era de 2,82.
Per edats la població es repartia de la següent manera: un 23,8% tenia menys de 18 anys, un 11,6% entre 18 i 24, un 32,1% entre 25 i 44, un 22,6% de 45 a 60 i un 9,9% 65 anys o més.
L'edat mediana era de 32 anys. Per cada 100 dones de 18 o més anys hi havia 99,4 homes.
La renda mediana per habitatge era de 33.611 $ i la renda mediana per família de 40.833 $. Els homes tenien una renda mediana de 31.406 $ mentre que les dones 21.964 $. La renda per capita de la població era de 14.568 $. Aproximadament el 6,3% de les famílies i el 8,8% de la població estaven per davall del llindar de pobresa.

## Poblacions properes
El següent diagrama mostra les poblacions més properes.